# Râul Luchița Mare
Râul Luchița Mare este un curs de apă, afluent al râului Jidoștița. 